# Theodor Straub
Theodor Straub (* 12. März 1930 in Ingolstadt; † 26. Juli 2023 in Lippertshofen) war ein deutscher Historiker. Er forschte und publizierte insbesondere zur Geschichte Ingolstadts, wobei er sich intensiv mit dem dortigen Judentum, dem Illuminatenorden und dem Frankenstein-Mythos beschäftigte.

## Leben
Straub studierte in Regensburg und München Germanistik, Geschichte, Anglistik, Kunstgeschichte und Philosophie. Sein Studium finanzierte er teilweise über eine Stelle als wissenschaftliche Hilfskraft im Ingolstädter Stadtarchiv. Seine Zulassungsarbeit zum Lehramtsexamen im Jahr 1955 handelte dann auch von einem Ingolstädter Thema: „Studien zur Geschichte und Charakteristik Herzog Ludwigs des Gebarteten von Bayern-Ingolstadt“. 1957 legte er das Zweite Staatsexamen für das Lehramt an Gymnasien ab. Von 1957 bis 1959 forschte er mit einem Stipendium der Bayerischen Akademie der Wissenschaften in Paris für seine Dissertation über „Herzog Ludwig der Bärtige von Bayern-Ingolstadt und seine Beziehungen zu Frankreich in der Zeit von 1391 bis 1415“. 1962 wurde er bei Max Spindler promoviert. Einer ersten Stelle als Studienrat in Augsburg von 1959 bis 1962 folgte bis 1967 eine als Lehrer an der Internationalen Deutschen Schule Paris und als Gymnasialprofessor in Augsburg. 1971 kehrte er in seine Heimatstadt zurück und lehrte dort am Christoph-Scheiner-Gymnasium.
Für das von Spindler herausgegebene Handbuch der bayerischen Geschichte schrieb Straub das Kapitel über die Bayerischen Landesteilungen von der Mitte des 14. bis zur Mitte des 15. Jahrhunderts und konnte dabei die Entstehung des Goldenen Rössls erstmals korrekt datieren. Im von Wilhelm Reissmüller und Theodor Müller 1974 herausgegebenen Werk zur Ingolstädter Geschichte übernahm er den Beitrag zur Ingolstädter Herzogszeit. Straub war an einigen Großausstellungen des Ingolstädter Stadtarchivs beteiligt, so 1971 über Ludwig den Bärtigen und Frankreich, 1980 über das Herzogtum Bayern-Ingolstadt, 1985 über Isabeau de Bavière und 1992 über die Herzogtümer Bayern-Ingolstadt und Bayern-Landshut.
Gegenstand von Straubs Forschungen waren auch Reformation und Gegenreformation in Ingolstadt, die katholische Aufklärung um Benedikt Stattler und Johann Michael Sailer und vor allem die jüdische Minderheit in Ingolstadt, deren Geschichte er intensiv erforschte und 2000 in der Ausstellung Ingolstädter Gesichter und dem begleitenden Katalog zugänglich machte. Als wegweisend gilt seine Beschäftigung mit Frankenstein und den Illuminaten.
1992 ging Straub als Studiendirektor in Ruhestand, intensivierte aber zugleich seine Vortragstätigkeit bei der Volkshochschule und anderen Organisationen.
Straub war engagierter Protestant, verheiratet, hatte drei erwachsene Kinder und lebte in Gaimersheim. Er starb im Alter von 93 Jahren.

## Auszeichnungen und Preise
- 1999: Bundesverdienstkreuz für seine nicht immer bequemen Forschungen zur Stadtgeschichte während der NS-Zeit[2]
- 2006: Kulturpreis der Stadt Ingolstadt für sein Wirken, seine Forschungen zur Stadtgeschichte und sein gesellschaftliches Engagement[1]

## Veröffentlichungen (Auswahl)
- mit Alisa Douer: Ingolstädter Gesichter, 750 Jahre Juden in Ingolstadt. Courier-Druckhaus, Ingolstadt 2000, ISBN 3-932113-31-4.
- Denk-Stätten zur Geschichte der NS-Zeit in Ingolstadt 1918–1945. Panther-Verlag, Ingolstadt 1994, DNB 948653310.
- Juden in Ingolstadt. Ingolstadt 1988.
- Isabeau de Bavière. Ingolstadt 1988.
- Chronik des Marktes Gaimersheim. Donau-Kurier, Ingolstadt 1984, DNB 840721382.
- Das Herzogtum Bayern-Ingolstadt. Ingolstadt 1980.
- Die Hausstiftungen der Wittelsbacher in Ingolstadt. In: Sammelblatt des Historischen Vereins Ingolstadt. Band 87, 1978, S. 20–144.
- Die Ingolstädter Herzogszeit. In: Theodor Müller, Wilhelm Reissmüller (Hrsg.) in Zusammenarbeit mit Siegfried Hofmann: Ingolstadt. Die Herzogstadt, die Universitätsstadt, die Festung. 2 Bände. Ingolstadt 1974, hier: Band 1, S. 169–291.
- Herzog Ludwig der Bärtige von Bayern-Ingolstadt und seine Beziehungen zu Frankreich in der Zeit von 1391 bis 1415 (= Münchener historische Studien. Abteilung Bayerische Geschichte. Band 7). Lassleben, Kallmünz 1965, DNB 454925131 (Dissertation Universität München 14. Januar 1966, 283 Seiten, DNB 481458352).